# Daruma sagamia
Genre
Espèce
Daruma sagamia est une espèce de poissons osseux de la famille des chabots. Elle est l'unique espèce de son genre Daruma (monotypique).